# 107379 Johnlogan
107379 Johnlogan este o planetă minoră (asteroid), cu un diametru de 3,189 km, din centura de asteroizi. A fost descoperită pe 15 februarie 2001 la Nogales de Tenagra Observatories⁠(d). 
Obiectul prezintă o orbită caracterizată de o semiaxă mare de 2,7732443718739 UAi, o excentricitate de 0,04, o înclinație de 3,9 ° în raport cu ecliptica.